# Arthur Harold Loughborough
Arthur Harold Loughborough, britanski general, * 1883, † 1967.